# The Eternal City
A Cidade Eterna é um filme de drama mudo americano de 1923, dirigido por George Fitzmaurice, a partir de um roteiro de Ouida Bergère baseado em um romance de Hall Caine, estrelado por Barbara La Marr, Lionel Barrymore e Bert Lytell. 
O filme foi produzido por Samuel Goldwyn Productions, distribuído pela Associated First National, e foi um remake de A Cidade Eterna (1915), estrelado por Pauline Frederick. Este filme é a segunda filmagem da peça de 1902 estrelada por Viola Allen, que também foi baseada no romance de Caine. Este filme é notável como a primeira produção da produtora pessoal de Samuel Goldwyn. 

## Elenco
- Barbara La Marr como Donna Roma
- Bert Lytell como David Rossi
- Lionel Barrymore como Baron Bonelli
- Richard Bennett como Bruno
- Montagu Love como Minghelli
- Betty Bronson como mensageiro
- Joan Bennett como mensageiro
- Ronald Colman como extra (sem créditos)
- Rei Victor Emmanuel III como ele mesmo
- Benito Mussolini como ele mesmo

## Produção
George Fitzmaurice filmou o rei Victor Emmanuel III e seu primeiro ministro, Benito Mussolini, revisando as tropas italianas. Em outubro de 1923, Fitzmaurice enviou a Mussolini uma cópia do filme finalizado. Mussolini desempenhou um pequeno papel no filme e foi extremamente útil para Fitzmaurice e sua empresa durante os três meses em Roma. Batalhões de soldados foram delegados para aparecer no filme e guardar o elenco. Foi obtida permissão para usar o Coliseu, o Fórum e os Banhos Romanos, e a Antiga e Nova Via Ápia como locais. Toda a história foi mudada por Ouida Bergere, eliminando todos os elementos da religião.

## Filme perdido
A Cidade Eterna é um filme parcialmente perdido. Os últimos dois rolos (28 minutos) foram redescobertos em 2006 pela historiadora de cinema italiana Giuliana Muscio nos arquivos do Museu de Arte Moderna de Nova York e exibidos em 2014 no Festival de Cinema Mudo de Pordenone.